# Malblomfluga
Malblomfluga (Xanthandrus comtus) är en tvåvingeart som först beskrevs av Harris 1780.  Malblomfluga ingår i släktet malblomflugor, och familjen blomflugor. Arten är reproducerande i Sverige. Inga underarter finns listade i Catalogue of Life.

## Bildgalleri

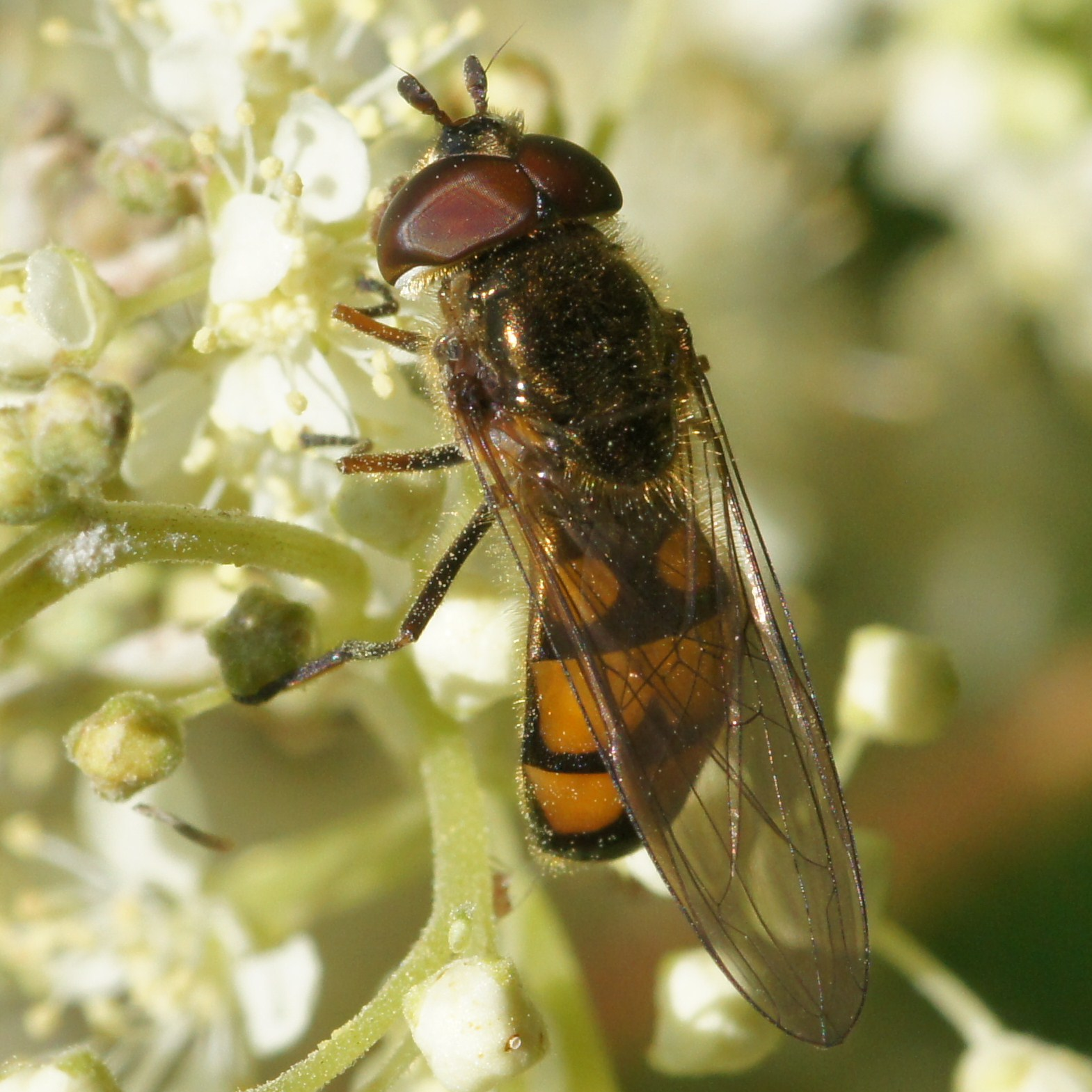
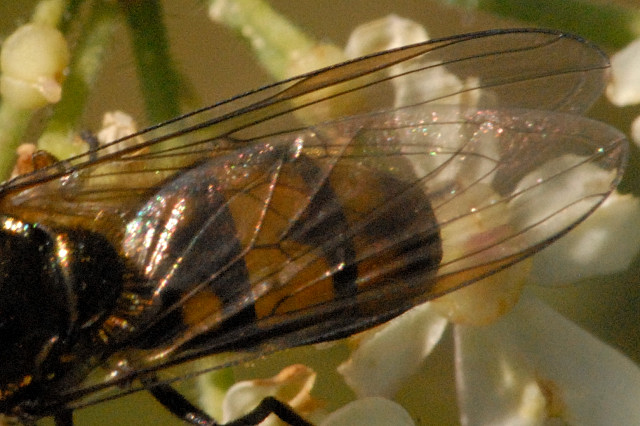